# ماریو آلبرتلی
ماریو آلبرتلی (ایتالیایی: Mario Albertelli؛ ۲۲ ژانویه ۱۹۰۴ – ۲۷ آوریل ۱۹۶۶) فیلم‌بردار اهل ایتالیا بود.
از فیلم‌هایی که وی در آن‌ها نقش داشته‌است، می‌توان به مادالنا، نمره اخلاق صفر، مارکو ویسکونتی، شش همسر باربابلو، روسینی و ماه نو اشاره نمود.